# Bắc Mindanao
Bắc Mindanao là một vùng của Philippines. Vùng được chỉ định là Vùng X và bao gồm 5 tỉnh nẳm ở phần trung-bắc của đảo Mindanao cộng thêm tỉnh đảo Camiguin. Trung tâm Vùng là Cagayan de Oro, một thành phố đô thị hóa cao. Tỉnh Lanao del Norte đã được chuyển sang Bắc Mindanao từ Vùng XII SOCCKSARGEN. Hầu hết dân cư trong Vùng là nhưng người nhập cư đến từ Cebu và Iloilo, ngoài ra cũng có người nhập cư Waray-Waray, Tagalog và Maranao.

## Hành chính
| Tỉnh/Thành phố     | Thủ phủ        | Dân số (2000) | Diện tích (km²) | Mật độ (trên km²) |
| ------------------ | -------------- | ------------- | --------------- | ----------------- |
| Bukidnon           | Malaybalay     | 1.060.265     | 8.293,8         | 127,8             |
| Camiguin           | Mambajao       | 74.232        | 229,8           | 323,0             |
| Lanao del Norte    | Iligan         | 473.062       | 2.278,6         | 207,6             |
| Misamis Occidental | Oroquieta      | 486.723       | 1.939,3         | 251,0             |
| Misamis Oriental   | Cagayan de Oro | 664.338       | 3.081,1         | 215,6             |
|                    |                |               |                 |                   |
| Cagayan de Oro¹    | —              | 461.877       | 488,86          | 944,8             |
| Iligan¹            | —              | 308.046       | 813,37          | 479,5             |

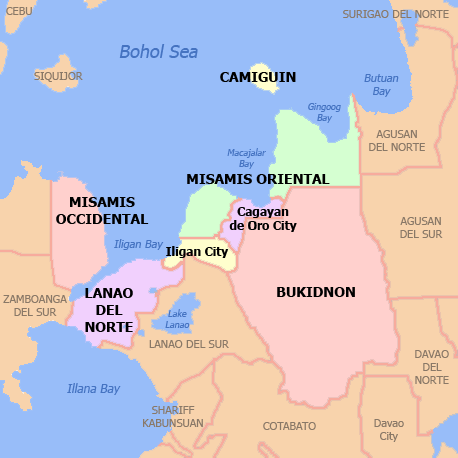
Bản đồ Hành chính Vùng Bắc Mindanao

¹ Cagayan de Oro và Iligan là các thành phố đô thị hóa cao; không được thống kê gộp vào các tỉnh Misamis Oriental và Lanao del Norte.

## Thành phố hợp thành

### Bukidnon
- Malaybalay
- Valencia

### Misamis Occidental
- Oroquieta
- Ozamizy
- Tangub

### Misamis Oriental
- Gingoog